# Arteria glútea inferior
La arteria glútea inferior, la mayor de las dos ramas terminales del tronco anterior de la arteria ilíaca interna, se distribuye principalmente hacia la nalga y el dorso del muslo.

## Trayecto
Baja sobre los nervios del plexo sacro y el músculo piriforme, por detrás de la arteria pudenda interna, hacia la parte inferior del escotadura ciática mayor, a través del cual escapa de la pelvis entre los músculos piriforme y coxígeo.
Entonces desciende en el intervalo que hay entre el trocánter mayor del fémur y la tuberosidad isquiática, acompañada por los nervios ciático y cutáneo posterior del muslo, y cubierta por el músculo glúteo mayor, y sigue hacia abajo por el dorso del muslo, irrigando la piel, y anastomosándose con ramas de las arterias perforantes.

## Ramas
Según Anatomía de Gray, dentro de la pelvis distribuye ramas hacia los músculos piriforme, coxígeo y elevador del ano; algunas ramas que irrigan el tejido adiposo que rodea el recto, y ocasionalmente sustituyen a la arteria rectal media; y ramas vesicales hacia el fundo de la vejiga urinaria, vesículas seminales, y próstata. Fuera de la pelvis, emite las siguientes ramas:
- Muscular.
- Anastomótica.
- Coxígea.
- Articular.
- Satélite del nervio ciático.
- Cutánea.

Según Dorland, 27.ª edición, se divide en dos grupos de ramas:
- Ramas posteriores, que descienden en el músculo glúteo mayor.
- Ramas descendentes, una de las cuales es la arteria del nervio ciático.

### Ramas en la Terminología Anatómica
La Terminología Anatómica recoge únicamente la siguiente rama:
A12.2.15.019 Arteria del nervio ciático (arteria comitans nervi ischiadici).

## Distribución
Según Dorland, 27.ª ed., sus ramas posteriores se distribuyen en el músculo glúteo mayor, y sus ramas terminales se distribuyen entre los músculos gastrocnemio, semitendinoso, semimembranoso y bíceps femoral.

## Imágenes adicionales

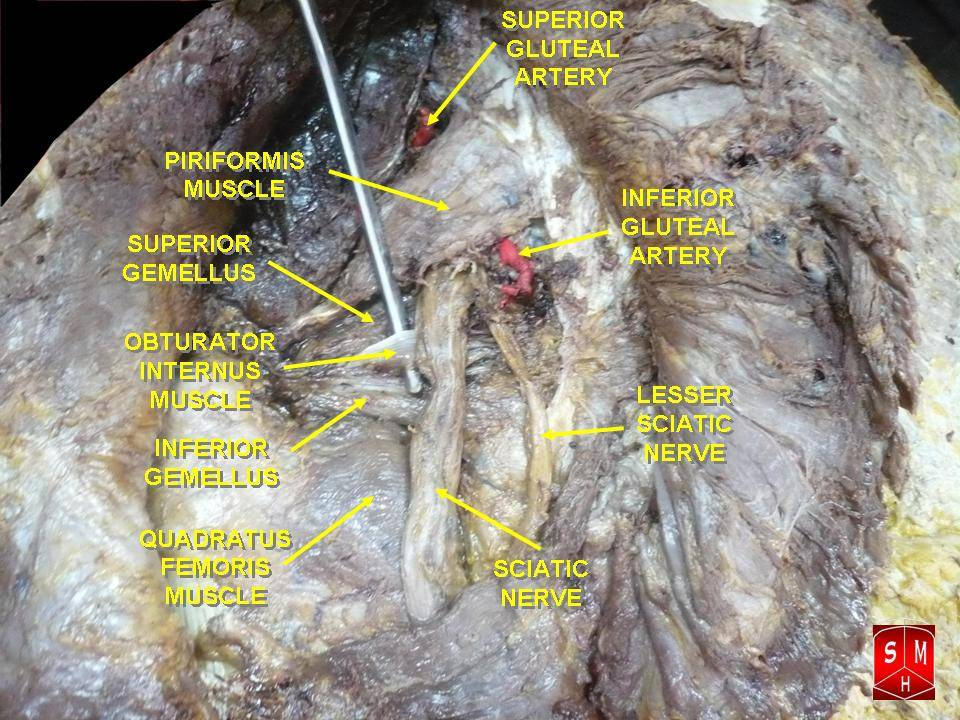
Arteria glútea inferior en una disección.
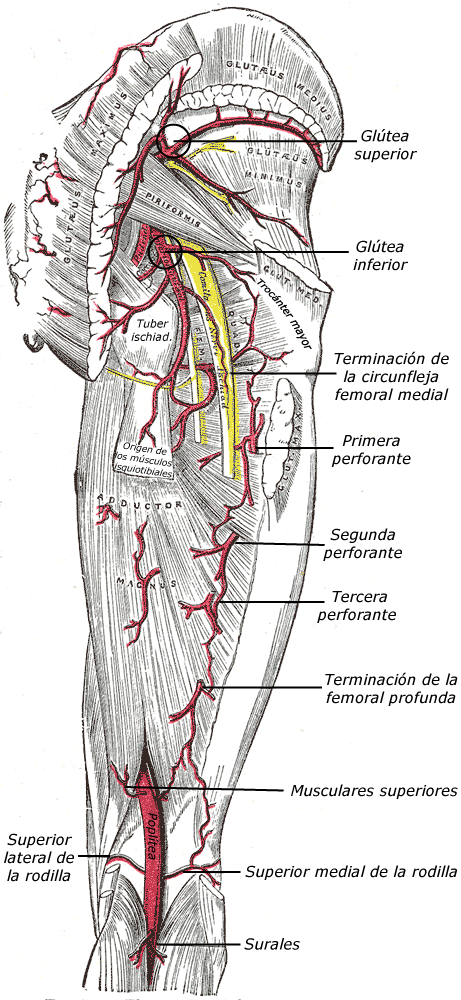
Arterias de las regiones glútea y femoral posterior.
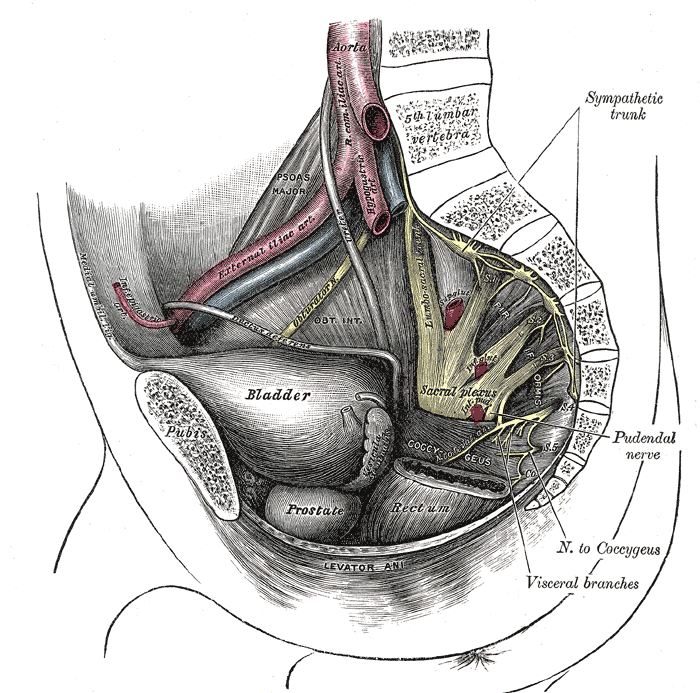
Diagrama de la pared lateral de la pelvis mostrando los plexos sacro y pudendo.